# Погром в Келце
Погромът в Келце е най-големият следвоенен погром над еврейското население в Полша, извършен на 4 юли 1946 г. в полския град Келце.

## История
След края на Втората световна война в Келце не остава никакво еврейско население. По-голямата част от местните евреи са депортирани от хитлеристите в концентрационни лагери или са избягали. С настъпването на Съветската армия в Келце се установяват около 200 евреи, по-голямата част от които обитават една и съща сграда. Новата просъветска власт в Полша се застъпва активно за интересите на репресираното от нацистите еврейско население, което поражда дълбоки съмнения за съпричастност на евреите към просъветския режим. Еврейската страна твърди, че редица поляци желаят да запазят заграбените от тях еврейски имоти и да не ги връщат на старите им собственици. Конкретен повод за погрома става обвинението, че евреите са извършили ритуално убийство. Подобни обвинения са често срещани през средновековието, като интересното в случая е обаче обстоятелството, че този път действието се развива в 20 век в страна под съветски контрол, и то няколко години след холокоста. В резултат на погрома 40 евреи са убити, а други 80 са ранени. Загиват и двама поляци, опитали се да окажат помощ на евреите.
Оцелелите от погрома бягат в американската окупационна зона в Западна Германия. В следващите месеци повече от десет хиляди евреи напускат Полша.